# Benyahia Abderrahmane
Benyahia Abderrahmane (em árabe: بن يحيى عبد الرحمان), anteriormente Aziz Ben Tellis, é uma cidade e comuna localizada na província de Mila, Argélia. Segundo o censo de 2008, a população total da cidade era de 10 052 habitantes.